# Fémeslégyfélék
A fémeslégyfélék vagy dongólegyek (Calliphoridae) a légyalkatúak alrendjének (Brachycera), a valódilégy-alakúak alrendágának (Muscamorpha), azon belül az bagócsok öregcsaládjának (Oestroidea) egyik családja. A csoport nagyon közeli rokonságban áll a húslégyfélékkel (Sarcophagidae), éppen ezért egyes korábbi rendszerek – pl. a magyarországi Dudich–Loksa-féle állatrendszer is – a két családot nem különítették el élesen.

## Jellemzőik
A fémeslegyek viszonylag nagy testű, fémesen csillogó rovarok. Színük igen változatos; lehet zöld, bronzfényű (pl. a Luclia nem fajai) vagy egészen búzavirágkékek (pl. az érckék döglégy – Protophormia terraenovae). Ugyancsak kékes színű, de nem olyan kifejezetten csillogó, hanem inkább hamvas fényű a közismert és igen elterjedt kék dongólégy (Calliphora vicina).
A fémeslegyek mindig megtalálhatók a bomló, rothadó növényi és állati eredetű – húsok, haltetemek, tejtermékek – anyagokon, melyeket két célból keresnek fel: egyrészt táplálkozás, másrészt peterakás céljából.

## Egyedfejlődésük
A fémeslegyek fejlődése igen változatos: lehetnek növényi vagy állati anyagokban fejlődők, ugyanakkor megtalálhatók köztük a gilisztákban (Onesia, Pollenia sp.), csigákban (Melinda sp.), kétéltűekben (Lucilia bufonivara), madarakban (Protocalliphora sp.) emlősökben és emberben (Cordylobia, Auchmeromia sp.) élősködők.
A kék dongólégy – illetve a rokonsági körébe tartozó fajok: Calliphora sp. – pl. bomló állati szövetekben fejlődik. A dögszagot már igen messziről megérzi, és a tetemhez repülve lepetézik (népies szóval „beköpi”). A nőstény élete folyamán akár 800 petét is rakhat, egy-egy alkalommal mintegy százat. A közel 2 mm hosszúságú, fényes, fehéres színű petéket a bomló tetem árnyékos oldalának repedéseibe tojja csoportosan vagy egyesével. Kedvező hőmérsékleten – ami legalább 18 °C – a kis nyüvek már 24 óra alatt kikelnek, magasabb hőmérsékleten viszont még hamarabb. A kikelésük után a lárvák belefúrják magukat a szövetek belsejébe, ahol proteolitikus enzimekkel elkezdik a szövetek fehérjéit feloldani, majd megemészteni. Ha optimális a hőmérséklet és elegendő a táplálék, akkor a nyüvek már 5 nap múltán bebábozódnak. Bebábozódás előtt kifúrják magukat a tetemből, majd a talajban alakulnak át ún. hordóbábbá. Kb. egy hét elteltével szabadul ki a kifejlett légy a bábból. Ekkor még esetlen a fiatal imágó: feje felfúvódott, teste puha és világos színű, szárnyai gyűröttek. Néhány óra elteltével azonban a légy teljesen megváltozik: kitinburka megkeményedik, szárnyai kisimulnak, sertéi megmerevednek. A fiatal hímek már ekkor ivarérettek, azonban a nőstényeknek még kb. két hétre van szüksége, míg ivarszerveik tökéletesen kifejlődnek, és ivaréretté válnak.
Vannak a fémeslegyek között olyanok, melyek nem az elhalt szövetekbe helyezik petéiket, hanem az élő állatok – főképp emlősök – szőrzetébe. A petéből kikelő lárvák aztán a test belsejébe nyomulnak, ahol az élő szöveteket kezdik el roncsolni. Ilyen fémeslegyek pl. a nálunk is közismert selymes döglégy (Luclia sericata). Ez a faj Közép-Európában csak elhullott állatokra petézik, azonban megfigyelték, hogy pl. a Brit-szigeteken lárvái az élő juhokba is benyomulnak, sőt Dél-Afrikában, Ausztráliában és Új-Zélandon egyenesen élősködő fajként tartják számon.

## Jelentőségük

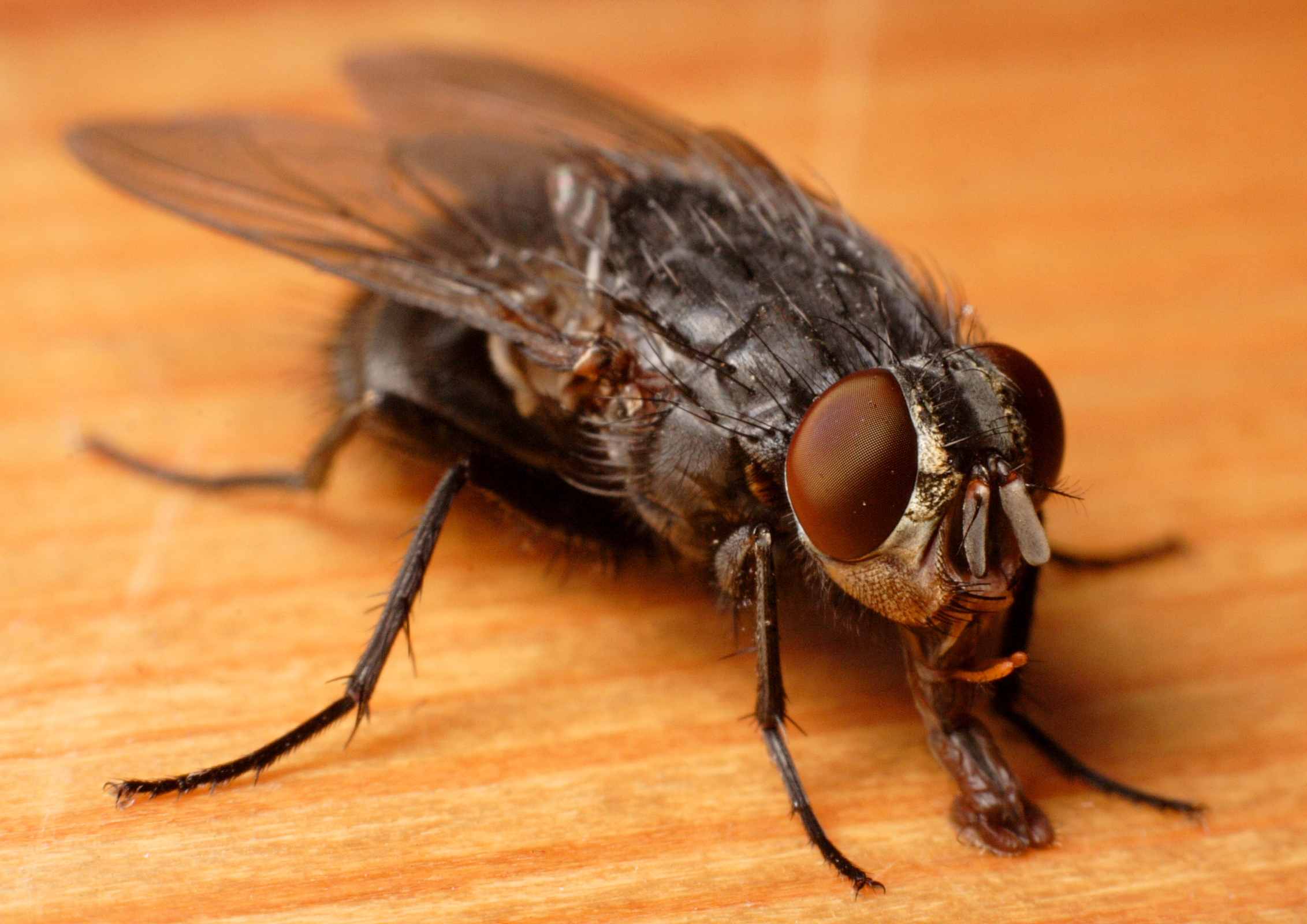
A közismert kék dongólégy (Calliphora vicina)

Mivel a fémeslegyek igen könnyen jutnak kapcsolatba fertőzött, baktériumokkal szennyezett anyagokkal, mint amilyenek az állati dögök, a szemét, ürülék vagy a romlott élelmiszerek. Innen könnyen átviszik az friss élelmiszerekre vagy akár közvetlenül az emberre is. Emésztésfiziológiai vizsgálatok kimutatták, hogy a dongólegyek fél perc alatt 3 mm³-nyi folyadékot is képesek felszívni szájszervükkel, mely kedvező körülmények esetén akár már két és fél óra alatt áthalad szervezetükön, ugyanakkor a kórokozó csírák még négy hét elteltével is megtalálhatók az ürülékükben. Mindebből jól látszik, hogy a fémeslegyek milyen gyorsan és könnyen terjeszthetik az olyan veszedelmes betegségeket mint pl. a gümőkór, tularémia, liszteriózis, brucellózis és poliomielitisz.
Fentebb olvashattuk, hogy a fémeslegyek egy része állatok belső élősködője, endoparazitája, ebből pedig következik, hogy igen nagy a csoport állattenyésztési–állatkórtani jelentősége.
Ugyanakkor hasznosak is lehetnek az ember számára ezek az állatok. Súlyos és mély emberi sebeket még a múlt században is fémeslegyek lárváival tisztítottak meg az elhalt szövetektől, hogy azok könnyebben regenerálódjanak. A fiatal nyüvek ugyanis élő szövetet nem fogyasztanak, és emellett allantoin és ammónia kibocsátásával gyorsítják a sebek gyógyulását.

## Jellegzetes hazai nemek és fajok

Ürüléken összegyűlő fémzöld döglegyek (Lucilia sericata) tömege

### ACalliphoranem
Ezek a legnagyobb termetű és leghangosabban repülő fémeslegyek. A család tőlük kapta másik jellegzetes nevét, a „dongólegyet”, hisz hangosan, zümmögve repülnek. Legközönségesebb faja a – már többször említett – kék dongólégy (C. vicina), melyet könnyen felismerhetünk nagy, hamvaskék testéről, vöröses pofájáról. Az egész világon elterjedt, ahol csak emberi ürülék található. A másik, igencsak jellemző, az északi féltekén elterjedt faj a feketearcú dongólégy (C. vomitoria). Pofája az előző fajjal ellentétben fekete, vörös sertékkel.

### ALucilianem
Az előző nemnél talán még gyakoribbak ezek a legyek. A népnyelv csak aranylegyek néven emlegeti őket; ezek a tulajdonképpeni döglegyek. A legismertebb és legelterjedtebb faj a selymes vagy fémzöld döglégy (L. sericata). Ez a faj az átlagosnál magasabb hőmérsékletet igényel, ezért kedveli a városokat és a falvakat. A nem többi faja viszont inkább a nyílt, szabad területeket kedveli. A varangyfélék élősködője a varangypusztító döglégy (L. bufonivora), melynek lárvái a varangy testét – a csontok kivételével – szinte teljesen felfalják.